# Socratici viri

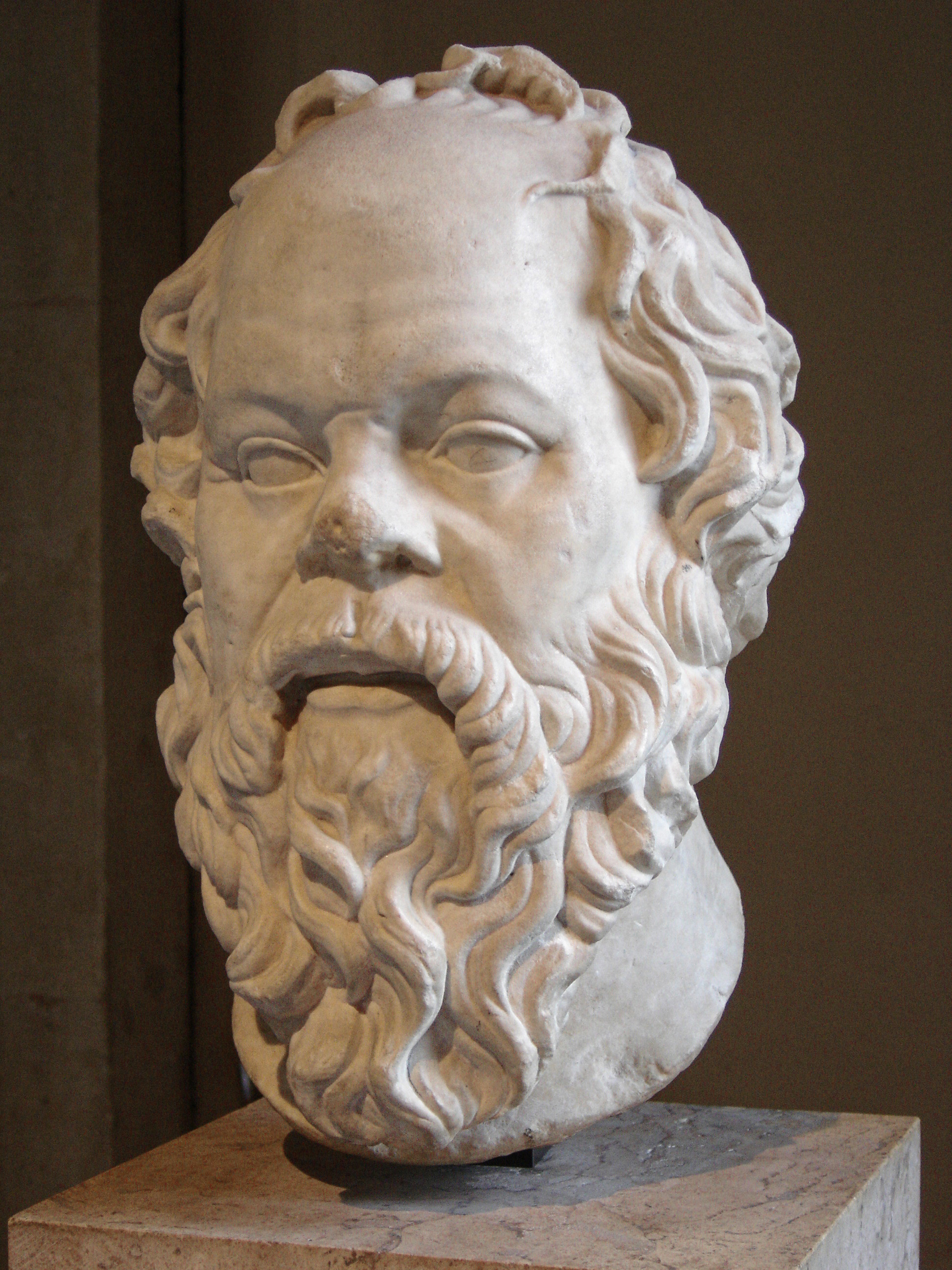
Мармурова копія бронзового бюсту Сократа, роботи Лісіппа, Лувр, Париж

Socratici viri (з лат., дослівно — Чоловіки Сократа) — латинська фраза, яка звичайно використовується для означення учнів Сократа (грец. Σωκράτης) або його послідовників.
Під визначення Socratici viri підпадали особи, як правило — греки, які займалися філософськими міркуваннями і використовували метод Сократа. Іноді ця фраза використовується для означення належності до сократівських діалогів, і особливо до філософської школи Платона (грец. Πλάτων). Сьогодні найчастіше застосовується для означення сучасних послідовників Сократа.